# Clyst
Clyst (ang. River Clyst) – rzeka w południowo-zachodniej Anglii, w hrabstwie Devon.
Rzeka ma swoje źródło w pobliżu wsi Clyst William, na wysokości około 90 m n.p.m. W górnym biegu płynie w kierunku południowo-zachodnim, przepływając przez wsie Clyst Hydon, Clyst St Lawrence i Broadclyst. Dalej skręca na południe i od wschodu opływa miasto Exeter, przepływając przez Clyst Honiton i Clyst St Mary. W końcowym biegu od wschodu opływa Topsham, na południowy wschód od którego uchodzi do estuarium rzeki Exe.